# Parahaustorius holmesi
Parahaustorius holmesi is een vlokreeftensoort uit de familie van de Haustoriidae. De wetenschappelijke naam van de soort is voor het eerst geldig gepubliceerd in 1965 door Bousfield.